# Joropo
Sous-genres
Joropo romántico, joropo criollo, joropo alternatif
Le joropo est un genre musical traditionnel et une danse typique du Venezuela et de Colombie. Très festif, il utilise généralement la harpe, le cuatro, les maracas et la guitare. Ce genre intègre des influences africaines et européennes.

## Histoire
Dans les temps anciens, le mot espagnol joropo avait le sens de « fête ». Il désigne aujourd'hui un type de musique et de danse qui identifie les Vénézuéliens. En effet, au XVIIIe siècle, le llanero a commencé à utiliser le terme « joropo » au lieu de « fandango », un mot qui désignait autrefois une soirée dansante.
En 2013, le président du Venezuela, Hugo Chávez, impose le joropo lors des cérémonies officielles. Actuellement[Quand ?], le joropo désigne de plus en plus la danse (la musique est support, répétitif) et le pajarillo le genre musical (partie soliste importante, à la harpe ou au bandola).

## Formes
On distingue trois types de joropo: le joropo llanero, le joropo central, et le joropo oriental. Le joropo llanero se joue avec une harpe aux cordes de nylon, une bandola llanera, un cuatro, et des maracas. Le joropo central se joue avec une harpe aux cordes en métal, des maracas, et le chant. Et le joropo oriental intègre des instruments supplémentaires, comme la guitare, la mandoline, la bandola oriental et quelquefois l'accordéon. Il se compose d'une partie lente ou le couple se promène, puis d'une partie plus rapide ou le rythme s'accélère sous la conduite de la harpe.
Il y a près d'une trentaine de formes de joropo. Une d'entre elles est le pajarillo qui se distingue par sa suite de 4 accords mineurs : il n'existe que deux formes de ce type sur les trente. On retrouve ce pajarillo dans un morceau de la musique classique vénézuélienne: Fuga con pajarillo, d'Aldemaro Romero.

## Instruments

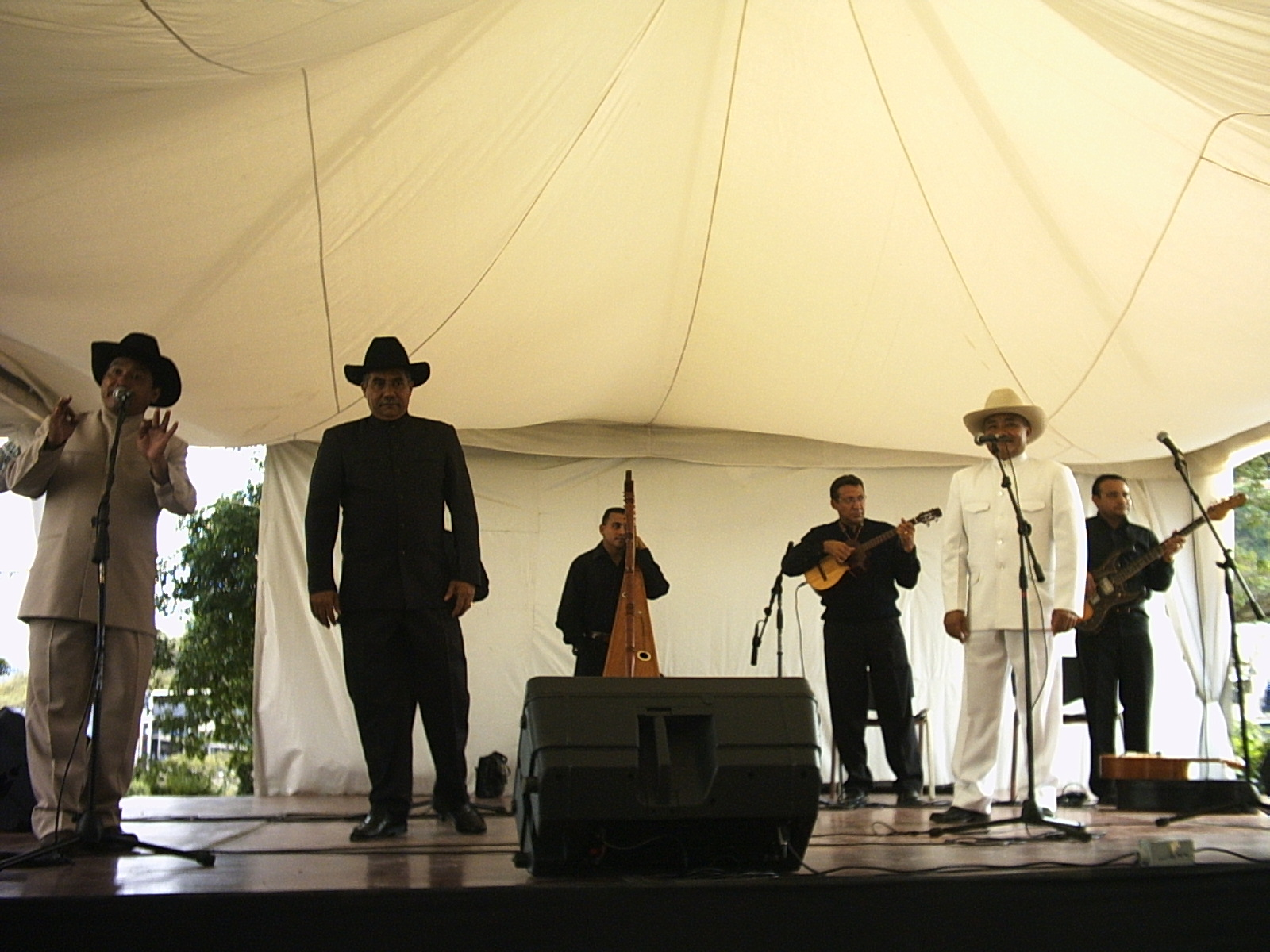
Groupe jouant du joropo à Caracas.

- Cuatro : l'instrument typique du Venezuela, assure la rythmique avec un jeu très percussif rappelant les maracas.
- Harpe llanera : harpe très légère adaptée au transport (entre 7 et 8 kg seulement). Elle voyageait à cheval dans la plaine.
- Bandola : remplace la harpe pour la mélodie.
- Contrebasse : pour assurer les basses en l'absence de la harpe ou les renforcer.

## Morceaux connus
La chanson Alma Llanera, très connue au Venezuela, est un joropo.